# 館山・鴨川道路
館山・鴨川道路（たてやま・かもがわどうろ）は千葉県館山市から同県鴨川市に至る全長30キロメートル（km）の地域高規格道路である。

## 概要
計画図によると、館山市から南房総市丸山地区、和田地区を通り、鴨川市街地に至る構想で、起点の館山市では、富津館山道路の富浦ICから延伸する予定の東関東自動車道館山線と、終点の鴨川市では鴨川・大原道路と接続する構想がある。
現在は全長30 km のうち、館山市から南房総市和田地区までの19 km が調査区間、和田地区から鴨川市が計画区間となっている。
なお、館山市や鴨川市では館山・鴨川道路の早期事業化を求めている。

## 歴史
- 1994年12月16日：候補路線に指定。
- 1998年6月16日：計画路線に指定。